# Idolo

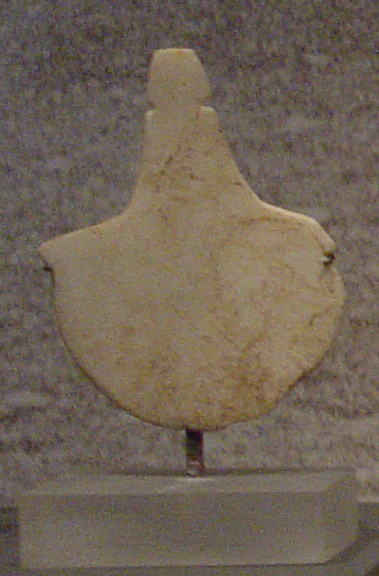
Un esempio di idolo.

Il termine idolo è una voce dotta che deriva dal latino idolu(m), a sua volta dal greco εἴδωλον (éidolon) "figura", "simulacro", derivante da "εἶδος" (eidos) "forma", "aspetto". Tale termine ha assunto una valenza polisemantica.

## Religione
Con 'idolo' in ambito religioso si può designare un oggetto creato dall'uomo e atto a rappresentare una divinità o comunque un'entità. Tale oggetto acquisisce una funzione culturale in quanto divinità o entità, o sede d'una di esse. Le religioni monoteistiche, a quanto si evince da testi come la Bibbia e il Corano, manifestano un rifiuto dell'adorazione degli idoli, concepita come un'adorazione d'una rappresentazione di Dio che ne snatura la dimensione divina, relegandolo allo stadio di oggetto. Nella storia delle religioni la questione della rappresentazione della divinità è stata posta numerose volte, così come il divieto più o meno drastico di raffigurarla (vedi iconoclastia).

## Versione contemporanea
Un "idolo" nel linguaggio corrente designa anche una persona, un personaggio che viene rivestito della carica di modello da un determinato gruppo di individui, nell'ambito di una certa "generazione". Tale figura può essere incarnata da star del cinema (per esempio James Dean o Marilyn Monroe), della musica (come Bob Marley, Édith Piaf, Elvis Presley, Jim Morrison, i Beatles, i Queen, Jimi Hendrix, Justin Bieber, Ariana Grande), da personaggi emblematici di una lotta politica (per esempio Che Guevara) o anche di uno sport (Pelé e Maradona nel calcio), sempre nei rispettivi ambiti.
L'idolatria moderna si manifesta come un'ossessione per tutto ciò che concerne, direttamente o meno, la vita dell'idolo: show business, vita pubblica e privata, opere e merchandise diversi legati all'idolo, come foto, video, dediche. L'idolatria può arrivare a provocare eventi d'isteria collettiva durante l'apparizione dell'idolo davanti ai suoi adoratori, i fan.
L'idolatria è un fenomeno comune in molti paesi sviluppati, in particolare nel Giappone, dove alcuni lottatori di sumo sono venerati come dèi viventi.
Nel suo libro sui divi uscito in Francia alla fine degli anni cinquanta col titolo di Les stars, Edgar Morin pone ad esergo del volume una frase di Bernard Shaw: «Il selvaggio adora gli idoli di legno e di pietra; l'uomo civilizzato idoli di carne e di sangue».

## Aspetti psicologici dell'idolatria
L'idolatria moderna potrebbe essere messa in rapporto con una scomparsa delle pratiche religiose e del sentimento religioso istituzionalizzato. Il bisogno di deificazione di certi gruppi d'esseri umani s'inscrive quindi in un quadro d'adorazione d'uno o più idoli umani, piuttosto che in quello delle pratiche religiose tradizionali.
In più, l'investimento sproporzionato d'affetti in una personalità idolatra permette ad alcune persone in fase di costruzione dell'identità di stabilizzare la propria psiche attraverso l'impronta della psiche dell'idolo.